# 에어버스 벨루가 XL
에어버스 벨루가 XL(영어: Airbus Beluga XL, Airbus A330-700L)는 에어버스 A330-200기를 화물수송 전용으로 개조한 기종이며, 에어버스 벨루가의 후속작이다. 2019년 첫 취항을 목표로 총 6대가 제작되고 있다.